# Alan García Pérez
Alan Gabriel Ludwig García Pérez (Lima, 23 maggio 1949 – Lima, 17 aprile 2019) è stato un politico peruviano.

## Biografia
Durante la sua carriera politica, è stato l'unico membro dell'Alleanza Popolare Rivoluzionaria Americana, ad aver mai raggiunto la massima carica dello stato.
A seguito della vittoria delle elezioni è divenuto Presidente della Repubblica del Perù dal 28 luglio 1985 al 28 luglio 1990.
Durante il suo mandato ha attuato una disastrosa politica macroeconomica, con un isolamento internazionale che ha portato l'inflazione al 7.650% nel 1990 e aumentando la percentuale di peruviani che vivevano sotto la soglia di povertà dal 42 al 55%.
Nel 1992, a seguito del colpo di stato di Alberto Fujimori, ha lasciato il paese ed ha vissuto in esilio in Colombia e Francia.
Ha corso nuovamente per la presidenza nel 2001, ma è stato sconfitto al ballottaggio da Alejandro Toledo. 
È stato rieletto Presidente, dopo aver vinto il ballottaggio contro il candidato dell'Unione per il Perù Ollanta Humala, alle controverse elezioni generali in Perù del 2006. Nonostante la sua reputazione fosse ancora pessima dopo la sua presidenza degli anni '80, molti peruviani hanno dichiarato di averlo scelto come "minore dei due mali" rispetto all'altro candidato, esplicitamente sostenuto da Hugo Chávez. Il secondo mandato è durato dal 28 luglio 2006 al 6 giugno 2011.
Nel 2006 ha presentato una proposta di legge per reintrodurre la pena di morte, proposta archiviata dal Parlamento peruviano l'anno successivo.
È stato sotto inchiesta per il ruolo avuto nel periodo del terrorismo senderista, ma le leggi peruviane non hanno permesso il processo finché ha ricoperto la carica di Presidente della Repubblica.
Il 17 aprile 2019 si è suicidato all'età di 69 anni sparandosi un colpo di pistola alla tempia nella sua abitazione di Lima, dopo la notifica del suo arresto in relazione allo scandalo Odebrecht (la più grande compagnia di costruzioni di Brasile e America Latina). Ricoverato in gravi condizioni presso l'ospedale Casimiro Ulloa della capitale, è morto poche ore dopo a causa della gravità delle ferite riportate.
Lo scandalo corruttivo Odebrecht ha portato all'arresto di tutti i presidenti peruviani che sono stati in carica dopo il 2000: quindi anche Toledo, Humala e Pedro Pablo Kuczynski.